# Наш гімн (монета)
«Наш гімн» — пам'ятна монета номіналом 5 гривень, випущена Національним банком України, присвячена державному гімну України. Пісня «Ще не вмерла Україна» за півтора століття стала потужним символом боротьби за незалежність та національним гімном.
Монету введено в обіг 29 листопада 2022 року. Вона належить до серії «Українська держава».

## Опис монети та характеристики
| Номінал грн. | Метал      | Маса, г | Діаметр, мм | Якість виготовлення       | Гурт     | Тираж, штук |
| ------------ | ---------- | ------- | ----------- | ------------------------- | -------- | ----------- |
| 5            | нейзильбер | 16,54   | 35,0        | спеціальний анциркулейтед | рифлений | 75 000      |

### Аверс

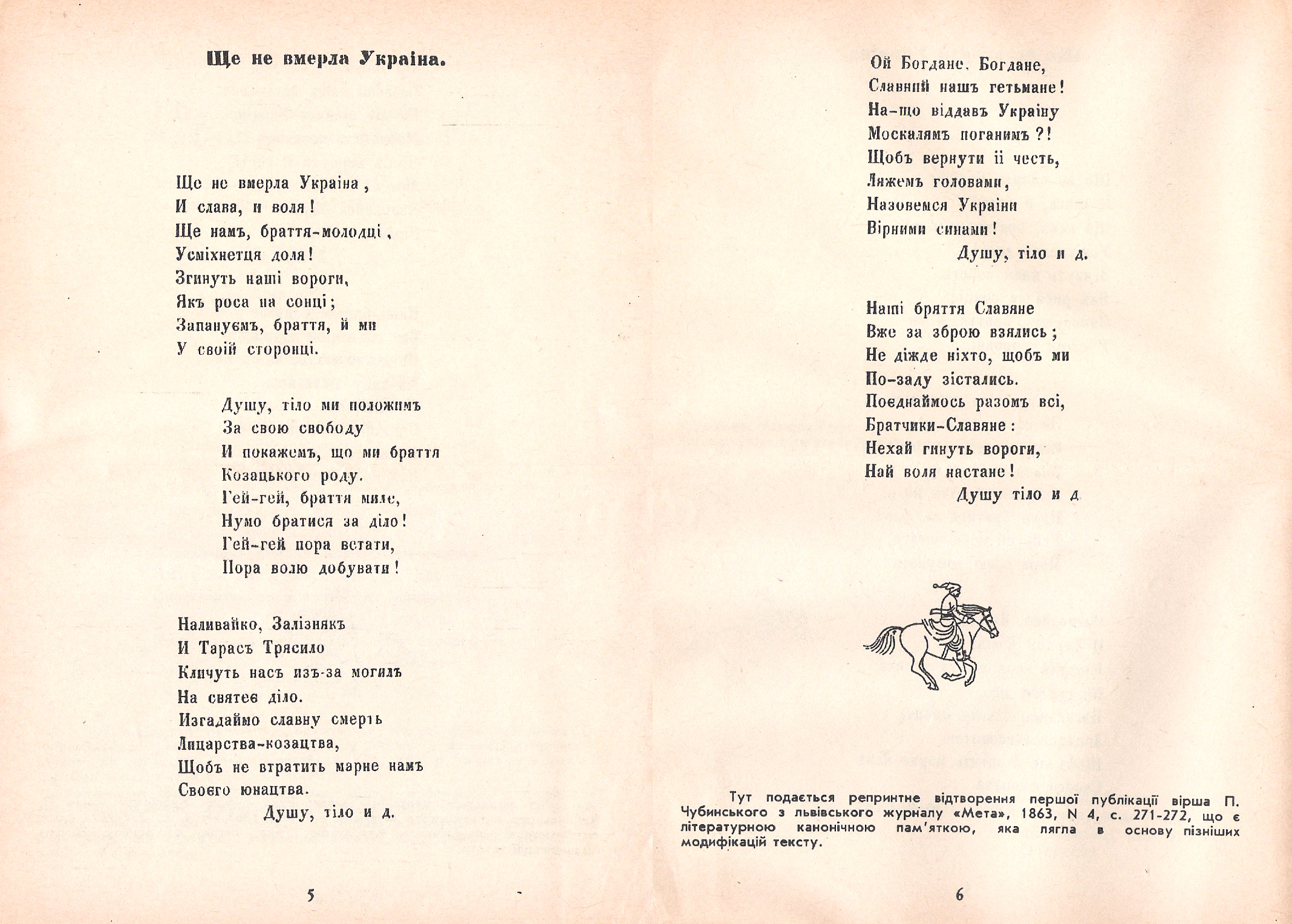
1991 р. репринтне видання Львівського журналу «Мета» 1863 р., перша публікація вірша.

На аверсі розміщено: на тлі гілки калини з червоними ягідками (використано тамподрук) — малий Державний Герб України та нотні рядки на тлі променів; ліворуч написи: «2022/УКРАЇНА/5» і графічний символ гривні «/НАШ/ГІМН» та логотип Банкнотно-монетного двору Національного банку України.

### Реверс
На реверсі в обрамленні променів зображено козака Мамая під стовбуром дуба — образ вільної людини, захисника, воїна, мандрівника, вправного вершника — як уособлення ментальності українців, як символ вічного захисника України, доповнений сучасними реаліями — замість шаблі на дубі висить сучасна зброя; розміщено написи: рядки гімну — «ДУШУ Й ТІЛО МИ ПОЛОЖИМ ЗА НАШУ СВОБОДУ/І ПОКАЖЕМ, ЩО МИ, БРАТТЯ, КОЗАЦЬКОГО РОДУ» (півколом над козаком) — слова, актуальні для сьогодення; «НАШЕ ГАСЛО» (праворуч від козака).

Весь тираж 75000 монет було випущено у буклетах
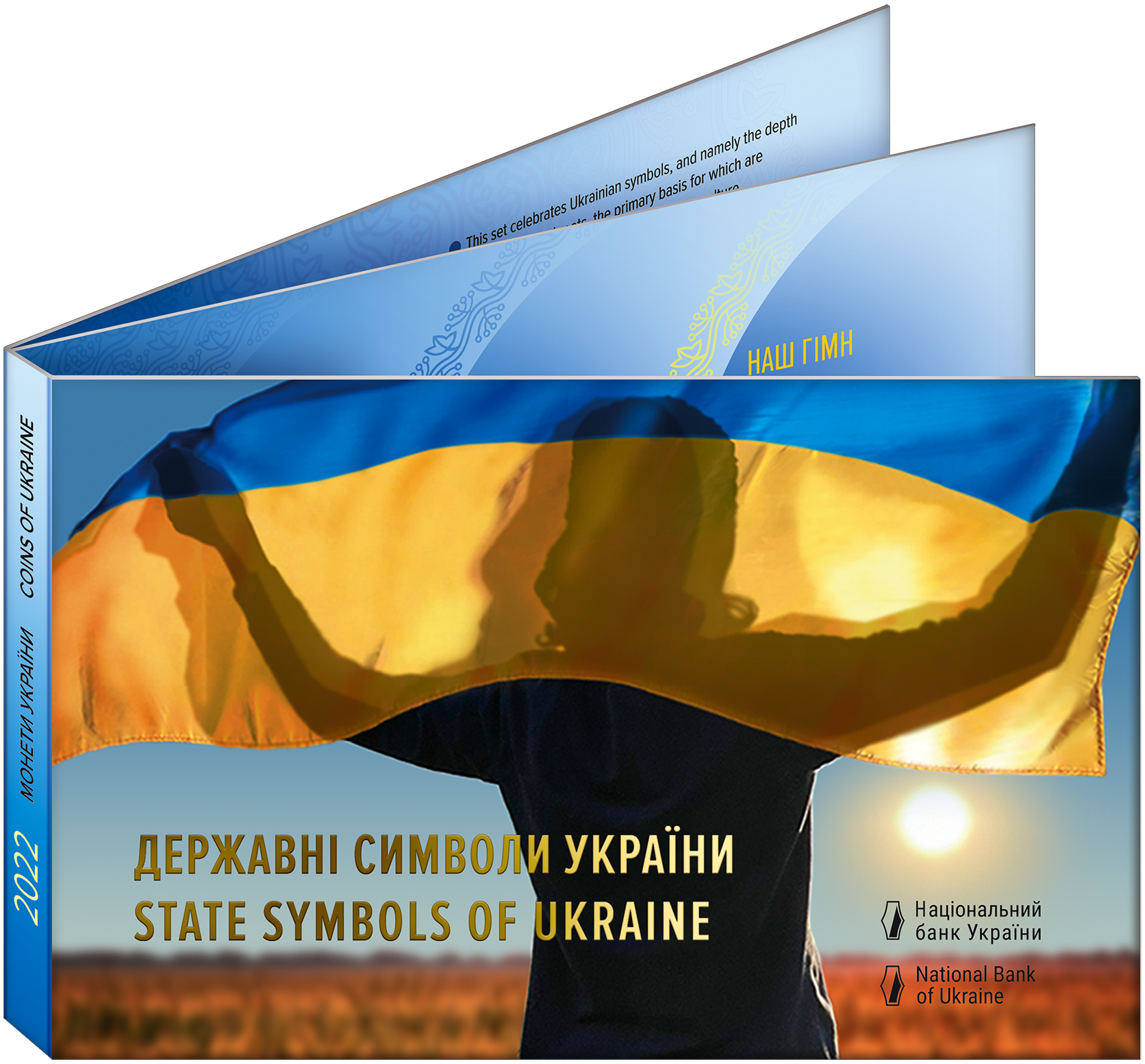
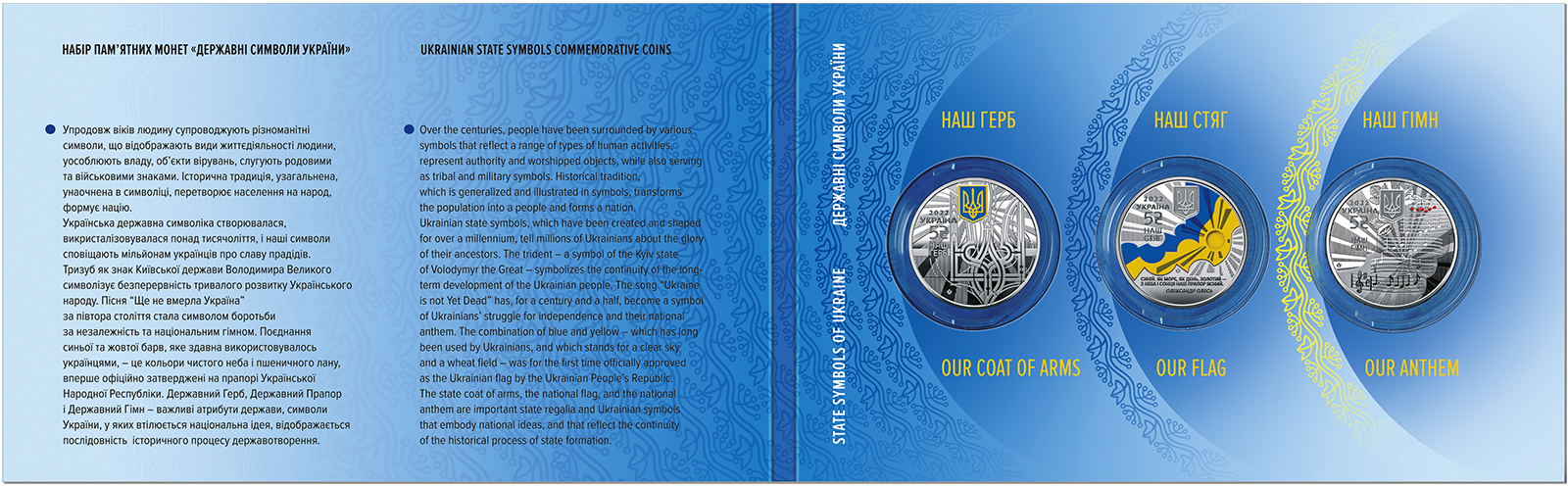
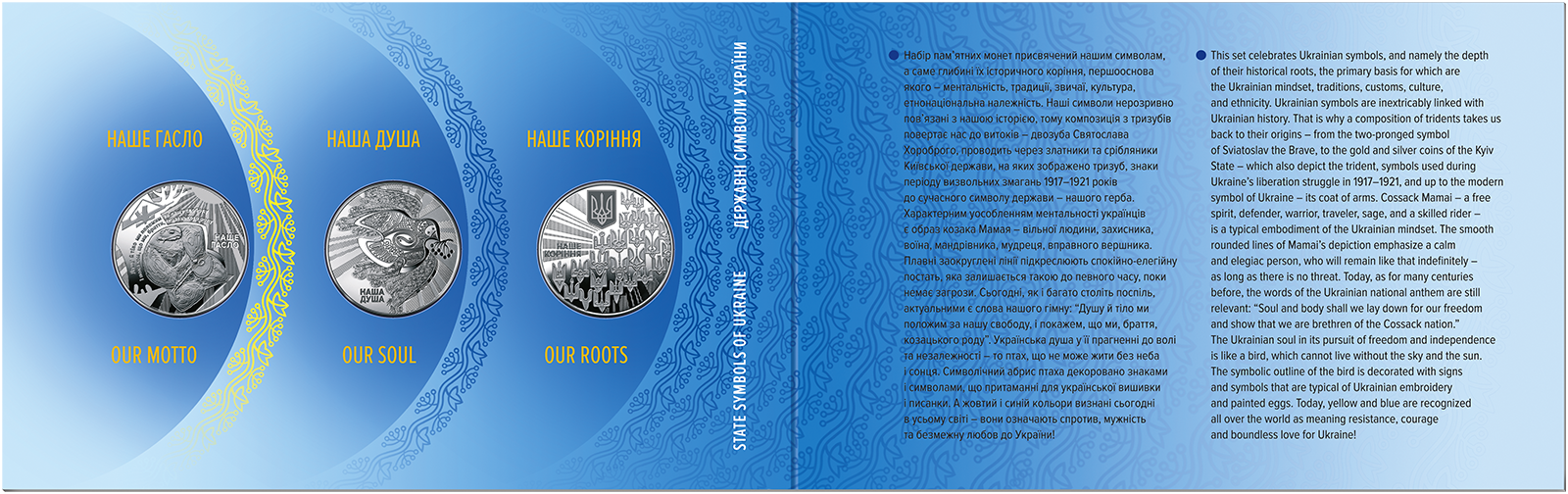

## Автори

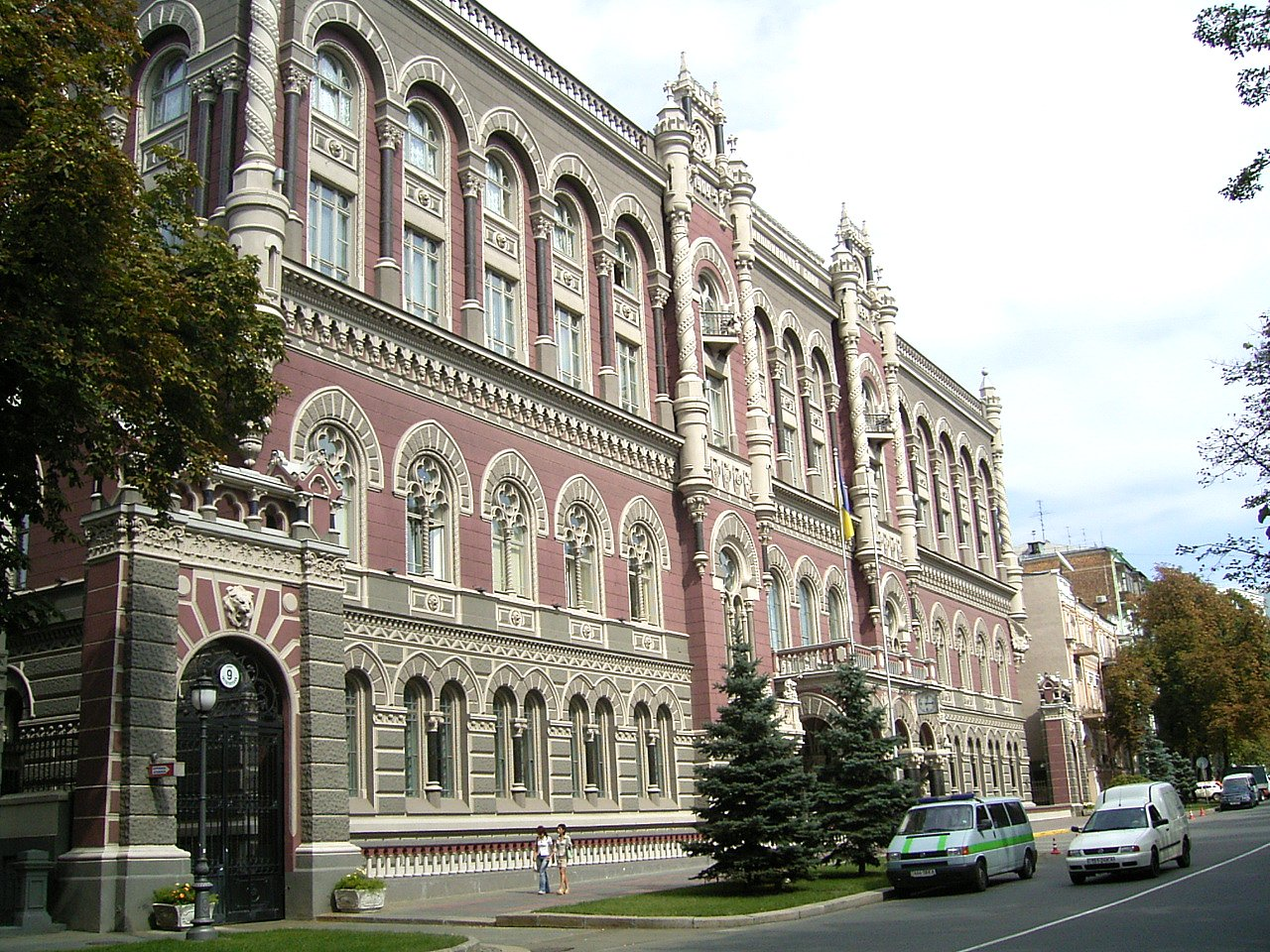
Будівля Національного банку України

- Художники: Таран Володимир, Харук Олександр, Харук Сергій.
- Скульптор — Лук'янов Юрій.

## Вартість монети
Під час введення монети в обіг 2022 року, Національний банк України реалізовував комплект з 3 монет у сувенірній упаковці за ціною 433 гривні (весь тираж у сувенірній упаковці).
Фактична приблизна вартість монети з роками змінювалася так:
| Рік        | 2023 | 2024 | 2025 |
| ---------- | ---- | ---- | ---- |
| Ціна, грн. | 220  | 400  | 390  |